# Кореанка
Кореа́нка (Rhopophilus) — рід горобцеподібних птахів родини суторових (Paradoxornithidae). Представники цього роду мешкають в Східній і Центральній Азії. 

## Види
Виділяють два види:
- Кореанка таримська (Rhopophilus albosuperciliaris)[3]
- Кореанка пекінська (Rhopophilus pekinensis)[4]

## Етимологія
Наукова назва роду Rhopophilus походить від сполучення слів дав.-гр. ῥωψ — кущ і φιλος — любитель.